# Dansk tegnsprog
Die Dansk tegnsprog (Dänische Gebärdensprache, DTS) ist die in Dänemark verwendete Gebärdensprache.

## Klassifizierung
Begründet durch Gemeinsamkeiten im Wortschatz vermutet Henri Wittmann, dass die Dansk tegnsprog zur Familie der Französischen Gebärdensprachen gehört. Allerdings soll Peter Atke Castberg, der Gründer der ersten Gehörlosenschule Dänemarks (1807) viel mehr die lokale Gebärdensprache übernommen haben, ergänzt mit fehlenden Wörtern der Langue des signes française (LSF).
Die Íslenskt táknmál, die isländische Gebärdensprache, ist mit der dänischen Gebärdensprache verwandt: Eine Untersuchung zeigte auf, dass 37 % der untersuchten Gebärden komplett unterschiedlich, 16 % ähnlich, der Rest identisch war.
Die Färoerische und die Grönländer Gebärdensprache können als Dialekte der Dansk tegnsprog betrachtet werden.